# Fritz Gersbach
Fritz Gersbach (* 25. Mai 1894 in Basel; † 22. September 1973 ebenda) war ein Schweizer Chorleiter und Komponist.

## Leben
Gersbach ließ sich im Lehrerseminar Schiers zum Primarlehrer ausbilden und erhielt 1916 seine erste Anstellung in Reigoldswil, wo er auch die Leitung des lokalen Männerchors übernahm. Von 1917 bis 1922 studierte Gersbach am Konservatorium Basel bei Hermann Suter, dazu kamen ein Aufenthalt am Leipziger Konservatorium sowie zwei Sommerkurse bei Émile Jaques-Dalcroze in Genf.
Nach Abschluss des Studiums wurde Gersbach Gesangslehrer an der Knaben-Realschule, wo er ab 1924 mit den Realschul-Eliten (analog zum Elitenchor des Humanistischen Gymnasiums) einen bis ca. 1960 aktiven Knabenchor aufbaute. Daneben übernahm er weiterhin zahlreiche Männerchöre in der Region, u. a. in Muttenz, Sissach und Hegenheim; Gersbach leitete diese während mehrerer Jahrzehnte und erzielte mit ihnen an kantonalen und eidgenössischen Gesangsfesten jeweils Höchstnoten.
1927 wurde Gersbach zum Verbandsdirigent des kantonalen Chorverbands gewählt. Im gleichen Jahr wurde anlässlich des Kantonalen Gesangfests sein Festspiel „Stadt und Land“ in der Messehalle Basel mit grossem Erfolg uraufgeführt. 1932 folgte die Uraufführung seiner Oper „Merlin“ am Theater Basel. Sein weiteres kompositorisches Schaffen umfasste chorische und solistische Vokalwerke, Klavierstücke, Violinsonaten, Streichquartette und Orchesterwerke.
Gersbachs Grab befindet sich auf dem Friedhof am Hörnli am Basler Stadtrand. Sein Nachlass wurde der Universitätsbibliothek Basel übergeben.